# فيوزر
فيوزر هي لعبة إيقاعية من تطوير هارمونيكس ونشر إن سي سوفت. صدرت في 10 نوفمبر 2020 لأجهزة مايكروسوفت ويندوز، بلاي ستيشن 4،نينتندو سويتش وإكس بوكس ون. تتيح فيوزر للاعبين إنشاء مزيج موسيقى DJ من من عدد من المقطوعات الموسيقية المرخصة، مع تسجيل اللاعب بناءً على ريمكساته. تتميز اللعبة بنمطي لعب فردي ومتعدد اللاعبين، بالإضافة إلى إمكانية مشاركة الريمكسات مع مستخدمين آخرين. بعد استحواذ إيبك غيمز على هارمونيكس في عام 2021، أغلقت هارمونيكس خوادم اللعب الجماعي في ديسمبر 2022، وأزالت اللعبة والمحتوى الإضافي من السوق، مع إبقاء مكونات اللعب الفردي قابلة للعب.

## أسلوب اللعب
في لعبة فيوزر، يلعب اللاعب دور منسق موسيقى في حفل موسيقي كبير، ويُنشئ مزيجًا من الأغاني المتنوعة. تتضمن اللعبة التحكم في طاولة دي جي افتراضية مزودة بأربعة مشغلات أسطوانات، وآلات موسيقية مخصصة، وفلاتر صوت، وما يصل إلى 24 أغنية مختارة مسبقًا تُسمى "صندوقًا" ومتاحة لإعادة المزج. تُفصل كل أغنية إلى أربعة مسارات، مُرتبة حسب اللون ومرتبطة بنوع الآلة الموسيقية، مثل الطبول أو الجيتار أو الغناء. في أي وقت، يمكن للاعب اختيار أغنية، وتحديد مسار منها، ووضعه على أي من مشغلات الأسطوانات لإضافة المسار المحدد إلى المزيج الحالي. تضبط اللعبة تلقائيًا إيقاع المزيج ومفتاحه الموسيقي. بالإضافة إلى ذلك، يمكن للاعبين تشغيل مقطوعة موسيقية ثانية، والتي يمكن التبديل بينها ذهابًا وإيابًا بشكل فردي بنقرة واحدة أو باستخدام "رافعة" تُنقلها خلال فترة قصيرة. يمكن استخدام مرشح صوتي على كل آلة، ويستطيع المستخدم إنشاء حلقات موسيقية متنوعة عبر مُركِّب صوتي، والذي يمكن إضافته لاحقًا كآلة أخرى. يُشبه هذا المفهوم لعبة دروب ميكس السابقة من هارمونيكس، وهي لعبة ورق مادية تجمع بين تقنية الاتصال قريب المدى ولوحة ألعاب إلكترونية وتطبيق جوال، ونُشرت عبر هاسبرو.
تتميز اللعبة بحملة لاعب واحد تتضمن مجموعات متعددة في أماكن مختلفة. في كل مجموعة، تُسجل مزيجات اللاعب، مع زيادة النقاط بإضافة مسارات جديدة إما مع الإيقاع المنخفض أو عند إيقاعات محددة لكل آلة موسيقية عند انخفاض المسار. بالإضافة إلى ذلك، سيطلب الجمهور الافتراضي أغانٍ محددة، أو أغانٍ من نوع موسيقي معين، أو نوع معين من الآلات. يُسجل إكمال هذه الطلبات في وقت قصير نقاطًا إضافية. يُصنف اللاعب على مقياس من خمس نجوم بناءً على مجموع نقاطه خلال المجموعة. وللحصول على درجة عالية، تتاح للاعب فرصة تخصيص محتويات الصندوق ليكون التنقل بين المسارات بأقصى قدر ممكن من الكفاءة.
قبل إيقافها، تضمنت لعبة فيوزر أيضًا وضعي لعب جماعي تعاوني وتنافسي، حيث يتعاون اللاعبون على إنشاء مزيج موسيقي أو يتنافسون ضد بعضهم البعض. كما كان بإمكان اللاعبين المشاركة في فعاليات مزيج موسيقي أسبوعية تُكلفهم بإنشاء مزيج موسيقي يعتمد على نوع موسيقي أو آلة موسيقية معينة، ليتم التصويت عليه من قبل لاعبين آخرين. تتميز اللعبة أيضًا بوضع موسيقي حر يسمح للاعبين بإنشاء مزيجاتهم الخاصة ومشاركتها مع الآخرين عبر وسائل التواصل الاجتماعي.
قدمت هارمونيكس ميزة Headliner Spotlight في مايو 2021، والتي تضمنت بعض قنوات تويتش المخصصة لـ"Diamond Stage"، حيث يمكن للاعبين أداء مزيج فيوزر أمام المشاهدين. يمكن للاعبين ربح الماس من أنشطة اللعبة الأخرى لحجز أماكن في Diamond Stage، بالإضافة إلى فتح عناصر تجميلية وأغانٍ وميزات أخرى. أثناء أداء اللاعب على المسرح، يمكن للمشاهدين تقديم طلبات، على غرار تلك الموجودة في وضع الحملة، لتحدي اللاعب الحالي.

## التطوير
أعلنت شركة هارمونيكس عن اتفاقية نشر عبر شركة إن سي سوفت في أغسطس 2018 للعبة إيقاع لأجهزة الكمبيوتر الشخصية وأجهزة الألعاب. صرّح دان سوسمان من هارمونيكس بأن شركة إن سي سوفت قد رأت اللعبة في مراحلها الأولى وسرعان ما أصبحت شريكهم في النشر، بما في ذلك دعم عرض اللعبة في فعاليات الصناعة. أُعلن عن لعبة فيوزر في حدث باكس إيست لعام 2020 في فبراير 2020، مع خطط لإصدارها في 10 نوفمبر 2020.
قال سوسمان إن لعبة فيوزر تُمثّل تطورًا مستمرًا لألعابهم الموسيقية من حيث نظرتهم إلى وكالة اللاعب. مع فيوزر، اعتقد سوسمان أن العديد من لاعبي ألعابهم لديهم مجموعة واسعة من الأذواق الموسيقية ورغبوا في مزيد من التحكم في كيفية تفاعلهم مع موسيقى اللعبة، مما يُمكّنهم من الإبداع في أذواقهم. بالإضافة إلى ذلك، وجدت هارمونيكس أنه في ألعاب مثل روك باند، التي قدمت عددًا كبيرًا من الأغاني، أصبحت الأغاني قابلة للاستبدال بشكل أساسي حيث لم يكن لدى اللاعبين حافز كبير لتعلم الأغاني بالتفصيل؛ أراد اللاعبون لعبة تمنحهم فرصة للتعرف بشكل أكبر على بنية الأغنية. بالمقارنة مع العديد من ألعاب هارمونيكس السابقة، لا تتطلب لعبة فيوزر أي ملحقات خاصة؛ قال دان والش من هارمونيكس إن الدافع الرئيسي وراء هذا القرار هو سهولة الوصول وسهولة طرح اللعبة في السوق، سواءً كمنتجات للبيع بالتجزئة أو رقمية. كما وجد سوسمان أنه نظرًا لأن فيوزر تتميز بأسلوب لعب مختلف عن ألعابهم السابقة، فقد تمكنت من جذب كل من لاعبي ألعاب الإيقاع ذوي الخبرة واللاعبين الجدد.
وقال سوسمان إنه كما هو الحال مع ألعاب هارمونيكس السابقة، من المرجح أن تظهر أيضًا أغاني من فرق مرتبطة ارتباطًا وثيقًا بموظفي هارمونيكس في قائمة الأغاني الكاملة. وقال سوسمان أيضًا إنه لأغراض ترخيص الموسيقى، أكدوا أن حقوق هذه الأغاني تسمح بإمكانية المزج مع أغانٍ أخرى ومشاركة مزيجات اللعبة على وسائل التواصل الاجتماعي. أعلنت شركة هارمونيكس أن ميزات اللعبة عبر الإنترنت ستتوقف في 19 ديسمبر 2022. سيتم إزالة اللعبة وجميع المحتويات القابلة للتنزيل من السوق، مع استمرار قدرة اللاعبين على استخدام جميع محتوياتهم في أوضاع اللعب غير المتصلة بالإنترنت بعد هذا التاريخ. ومع ذلك، أُعلن في 16 ديسمبر 2022 أن الخوادم ستبقى فعّالة حتى أوائل عام 2023، بسبب مشكلة غير محددة.